# Christian Reitz
Christian Reitz (Löbau, 29 april 1987) is een Duits schutter.
Reitz won tijdens zijn Olympische debuut in 2008 de bronzen medaille op de 25 meter snelvuurpistool. Tijdens de spelen vier jaar later eindigde Reitz buiten de medailles. Reitz behaalde zijn grootste succes door het winnen van olympisch goud op de 25 meter snelvuurpistool in Rio de Janeiro.

## Resultaten

### Olympische Zomerspelen
| Jaar | Plaats         | Resultaten                                                  |
| ---- | -------------- | ----------------------------------------------------------- |
| 2008 | Peking         | in de 25 meter snelvuurpistool                              |
| 2012 | Londen         | 6e in de 25 meter snelvuurpistool 7e in de 50 meter pistool |
| 2016 | Rio de Janeiro | in de 25 meter snelvuurpistool                              |

### Wereldkampioenschappen schietsport
| Jaar | Plaats   | Resultaten                                                           |
| ---- | -------- | -------------------------------------------------------------------- |
| 2018 | Changwon | in de 25 meter snelvuurpistool · in de 25 meter snelvuurpistool team |

1896: Ioannis Phrangoudis ·
1900: Maurice Larrouy ·
1912: Alfred Lane ·
1920: Guilherme Paraense ·
1924: Henry Bailey ·
1932: Renzo Morigi ·
1936: Cornelius van Oyen ·
1948: Károly Takács ·
1952: Károly Takács ·
1956: Ștefan Petrescu ·
1960: William McMillan ·
1964: Pentti Linnosvuo ·
1968: Józef Zapędzki ·
1972: Józef Zapędzki ·
1976: Norbert Klaar ·
1980: Corneliu Ion ·
1984: Takeo Kamachi ·
1988: Afanasijs Kuzmins ·
1992: Ralf Schumann ·
1996: Ralf Schumann ·
2000: Sergej Alifirenko ·
2004: Ralf Schumann ·
2008: Oleksandr Petriv ·
2012: Leuris Pupo ·
2016: Christian Reitz ·
2020: Jean Quiquampoix ·
2024: Li Yuehong
- Gemeinsame Normdatei: 1217153977
- Virtual International Authority File: 2777160001834130300006